# Montefredane
Montefredane är en ort och kommun i provinsen Avellino i regionen Kampanien i Italien. Kommunen hade 2 239 invånare (2017).